# Christolea
Christolea es un género de plantas de la familia Brassicaceae, tiene 24 especies. 

## Especies seleccionadas
- Christolea afghanica (Rech.f.) Rech.f.
- Christolea albiflora (T.Anderson) Jafri
- Christolea baiogoinensis K.C.Kuan & An
- Christolea borealis (Greene) Jafiri
- Christolea crassifolia Cambess.
- Christolea flabellata (Regel) N.Busch
- Christolea himalayensis (Cambess.) Jafri
- Christolea incana Ovczinn.
- Christolea incisa O.E.Schulz
- Christolea karakorumensis Y.H.Wu & C.H.An
- Christolea kashgarica (Botsch.) C.H.An
- Christolea lanuginosa (Hook.f. & Thomson) Jofri
- Christolea linearis N.Busch
- Christolea longmucoensis Y.H.Wu & C.H.An
- Christolea maidantalica (Popov & Baranov) N.Busch
- Christolea mirabilis (Pamp.) Jafri
- Christolea niyaensis C.H.An
- Christolea pamirica Korsh.
- Christolea parkeri (O.E.Schulz) Jafri
- Christolea parryoides (Cham.) N.Busch
- Christolea pinnatifida R.F.Huang
- Christolea prolifera (Maxim.) Jafri
- Christolea pumila (Kurz) Jafri
- Christolea rosularis K.C.Kuan & An
- Christolea scaposa Jofri
- Christolea stewartii (T.Anderson) Jofri
- Christolea suslovaeana Jafri
- Christolea villosa (Maxim.) Jafri